# Lill-Svarttjärnen (Hackås socken, Jämtland)
Lill-Svarttjärnen är en sjö i Bergs kommun i Jämtland och ingår i Indalsälvens huvudavrinningsområde.